# Eugène Kuborn
Eugène Kuborn (Wiltz, 14 novembre 1902 – Lussemburgo, 12 febbraio 1991) è stato un nuotatore e pallanuotista lussemburghese, che ha partecipato ai Giochi di Parigi 1924 e di Amsterdam 1928.
Ha gareggiato nei 100 metri dorso maschili ai Giochi di Parigi 1924 e di Amsterdam 1928, e nel torneo di pallanuoto ai Giochi di Amsterdam 1928.